# Schellsitz
Schellsitz ist ein Ortsteil von Naumburg (Saale) und liegt im Burgenlandkreis in Sachsen-Anhalt.

## Lage
Schellsitz liegt etwa 3 km vor Naumburg, nahe der Wüstung Othmaritz. Der Ort liegt am Nordufer der Saale gegenüber der Wethaumündung. 

## Geschichte

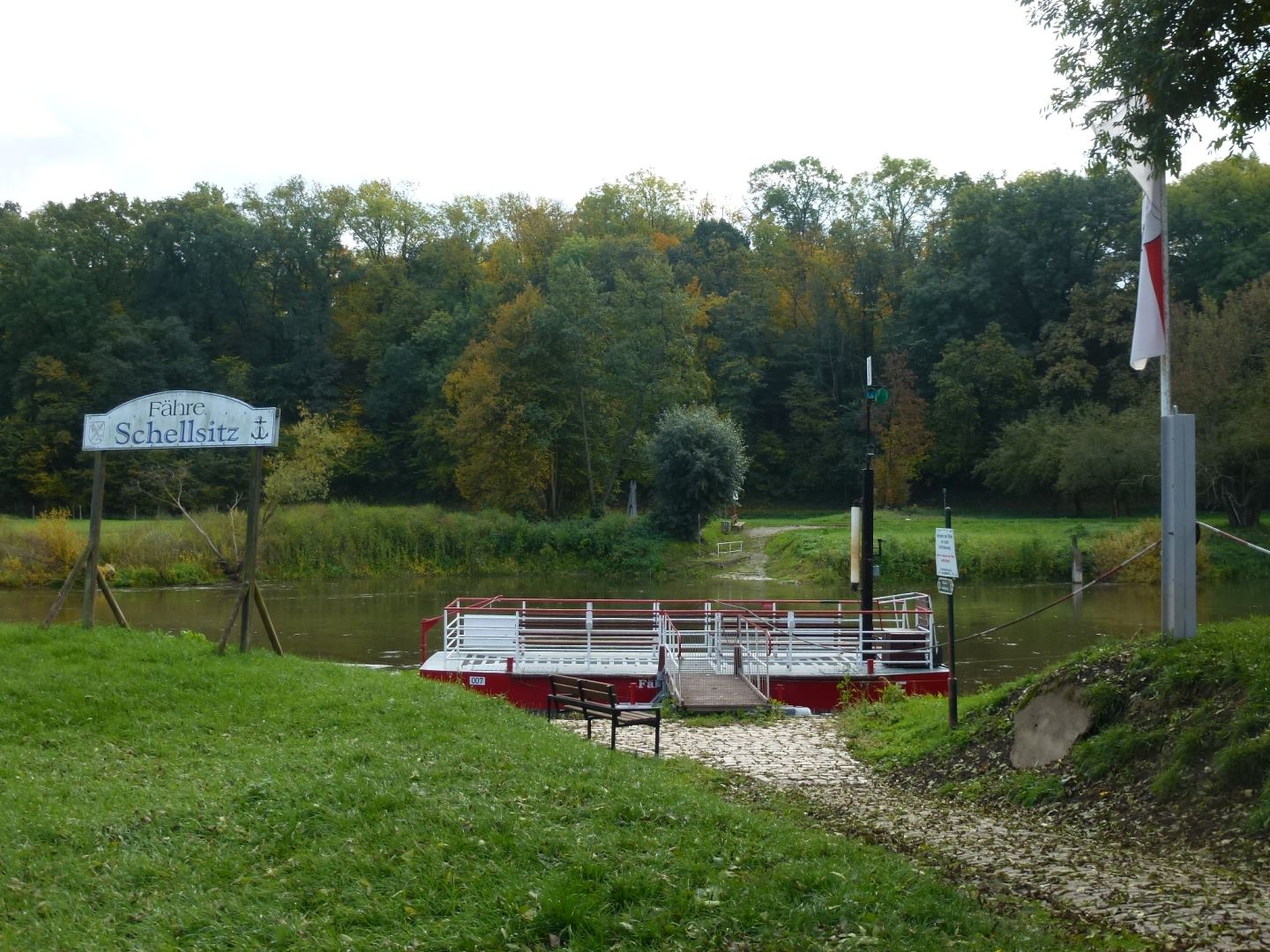
Fähre

Die erste urkundliche Erwähnung von Schellsitz findet sich im Jahre 1186 im Testament des Adligen Hugo von Schönburg. Danach sollte sein Sohn Hermann die Einnahmen aus Scelsin vom Grafen Dedo erhalten.
Schellsitz gehörte bis 1815 zum wettinischen, später kursächsischen Amt Freyburg. Die Gerichtsbarkeit über den Ort lag nach der Auflösung des Georgenklosters jedoch beim zum Hochstift Naumburg gehörigen Amt Naumburg. Durch die Beschlüsse des Wiener Kongresses im Jahr 1815 wurde der Ort an das Königreich Preußen abgetreten und dem 1818 neu gebildeten Kreis Naumburg im Regierungsbezirk Merseburg der Provinz Sachsen zugeteilt. 1822 lebten im Ort, der auch Zschellsitz geschrieben wurde, 249 Einwohner in 48 Häusern.
Nordwestlich des Ortsteils befindet sich auf einen Berg eine Bockwindmühle. Diese wurde 1801 in Meerane erbaut und gelangte im Jahre 1870 nach Schellsitz. Die Mühle diente hier ab 1870 dem Mahlen von Getreide. 1991 wurde die Mühle umfassend restauriert.
Am 20. Juli 1950 wurde die Gemeinde Schellsitz nach Naumburg/Saale eingemeindet.
Beim Jahrhunderthochwasser der Saale im April 1994 wurde der Ort fast vollständig überflutet. Nur durch den Einsatz vieler Bürger, aber auch Naumburgern, sowie der Bundeswehr aus Weißenfels, konnte der Ortsteil durch die Erhöhung des Deiches mit 15.000 Sandsäcken gerettet werden. Am 14. April 1994 erreichte der Saalepegel mit einem Stand von 6,35 Metern seinen Höchststand. Infolge dieses Hochwassers wurde der Damm, welcher den Ortsteil schützt,
1999 erhöht.
Im Jahre 1999 wurde erstmals ein eigener Ortschaftsrat gewählt, welcher die Interessen des ehemaligen Dorfes vertritt und so die Geschicke in dem Ortsteil besser lenken kann.
Seit 2002 kümmert sich der Schellsitzer Fährverein wieder um die Fährverbindung über die Saale. Diese verbindet den Ortsteil mit dem am anderen Ufer befindlichen Felsenkeller, der zu Schönburg gehört.
Der erste Nachweis einer solchen Fährverbindung stammt bereits aus dem Jahre 1926. 1992 wurde der Fährbetrieb, nach 17-jähriger Stilllegung, durch die Stadt Naumburg wieder aufgenommen.

## Bauwerke

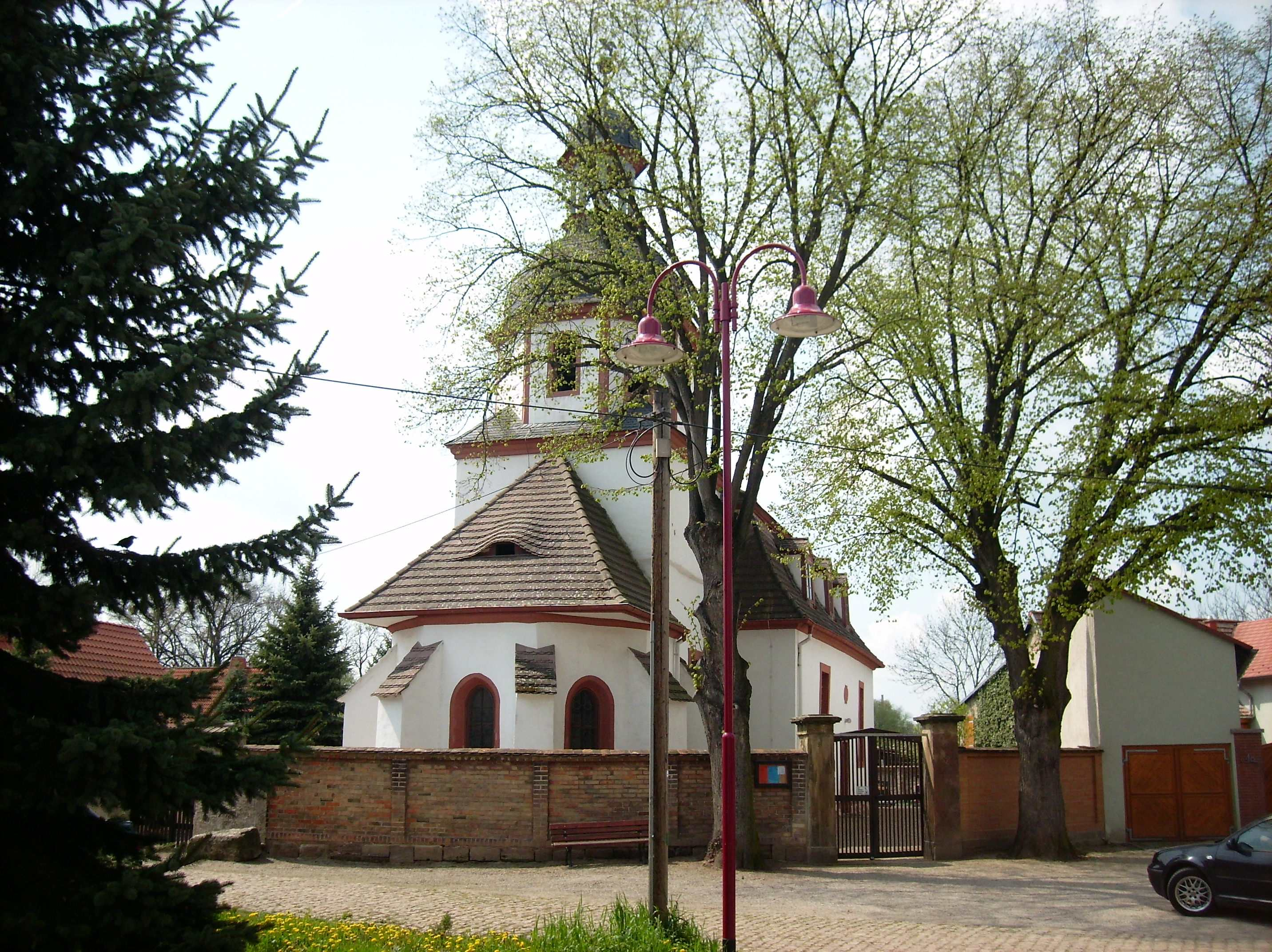
Kirche

Die Schellsitzer Kirche wird erstmals im Jahre 1226 genannt. Gegründet wurde sie durch Abt Johannes von Sankt Georgen und geweiht durch Bischof Engelhard. In den Jahren 1682 bis 1688 wurde das Aussehen der Kirche erheblich verändert. So erhielt der Kirchturm im Obergeschoss rechteckige Fenster und im Untergeschoss Rundbogenfenster. Ferner wurde ein achteckiger Glockenstuhl auf den Turm aufgesetzt. 1719 wurde an der Kirche über der Flachdecke ein Kirchenschiff errichtet und mit einigen Gemälden versehen. Nachdem die Kirche im Laufe der Zeit immer mehr verfiel, wurde 1986 damit begonnen den Turm zu sanieren. Gleichzeitig erhielten die Dächer eine neue Eindeckung. Bei diesen Arbeiten wurde in der Kugel der Wetterfahne ein kleiner Silberschatz entdeckt.
→ siehe auch: Dorfkirche Schellsitz